# David Kahn

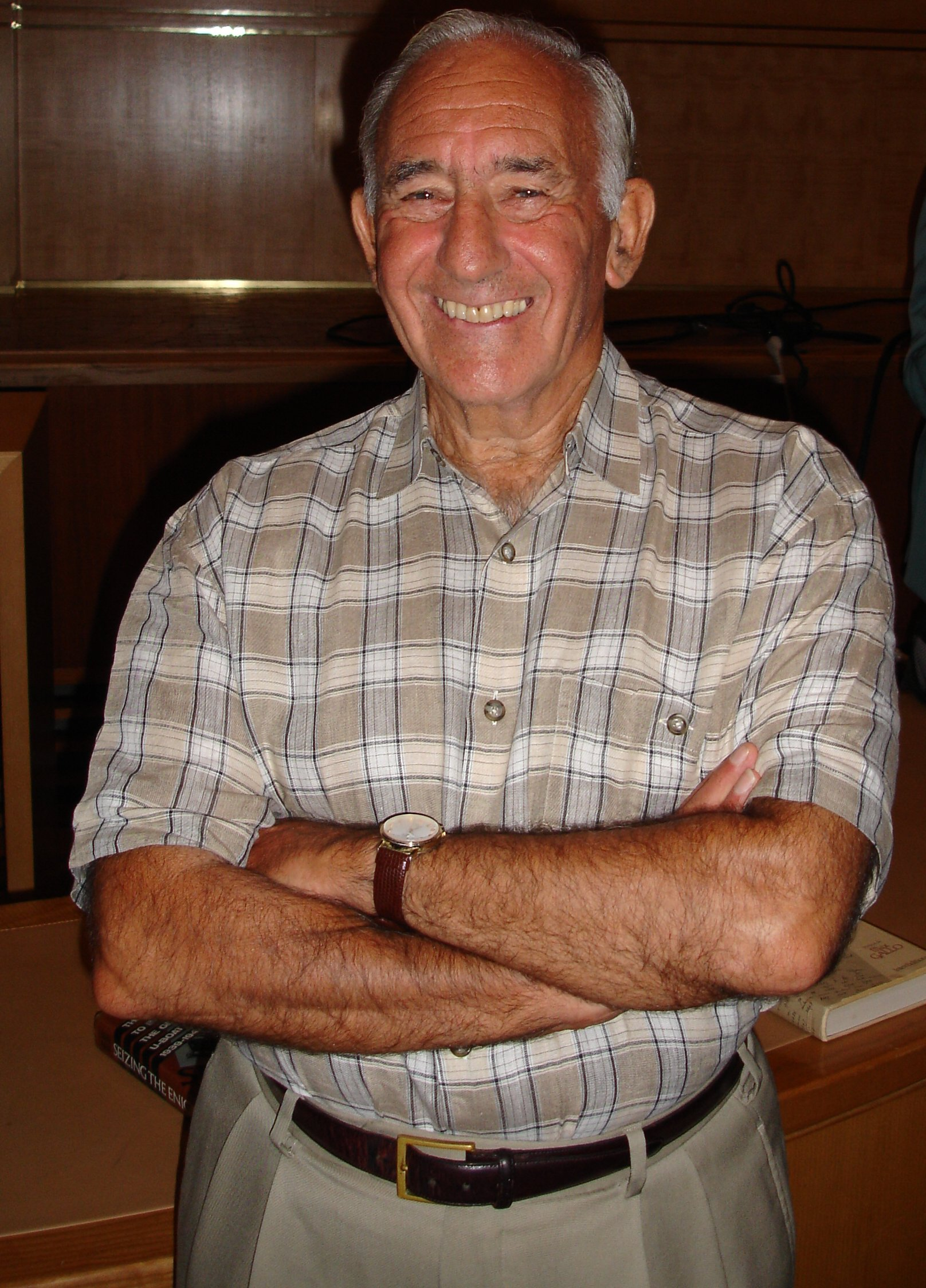
David Kahn (Toulouse, Setembro de 2006)

David Kahn é um historiador, jornalista and escritor americano. Ele escreveu muito sobre a história da criptografia, inteligência militar e assuntos relacionados,
Seu primeiro livro foi "The Codebreakers", publicado em 1967.